# Ceratostylis longipes
Ceratostylis longipes är en orkidéart som beskrevs av Rudolf Schlechter. Ceratostylis longipes ingår i släktet Ceratostylis och familjen orkidéer. Inga underarter finns listade i Catalogue of Life.